# Trapped by Boston Blackie
Trapped by Boston Blackie é um filme de drama policial estadunidense de 1948 dirigido por Seymour Friedman. É o décimo terceiro dos quatorze filmes da Columbia Pictures estrelados por Chester Morris como Boston Blackie, e o último filme com George E. Stone como "The Runt".

## Elenco
- Chester Morris como Boston Blackie
- June Vincent como Doris Howell
- Richard Lane como Inspetor Farraday
- Patricia White como Joan Howell
- Edward Norris como Igor Borio
- George E. Stone como "The Runt"
- Frank Sully como Sargento Matthews
- Fay Baker como Sandra Doray
- William Forrest como Mason Carter (sem créditos)